# Mål (enhet)
Mål är en gammal norsk enhet för area, men används i Norge än idag för 1000 m2.

## Äldre definitioner
I äldre tider var ett norskt mål ¼ tunnland eller 10 000 kvadratfot, motsvarande 984,34 m² (baserat på en fot som var 31,375 cm lång, definierad i 1824 års lag). Foten har emellertid varierat i storlek över tiden, så ett mål har varierat därefter. Målet blev vidare indelat i 100 rode.

## Modern definition
Då metersystemet infördes i Norge fortsatte många att använda mål. I folkmun är det nu synonymt med dekar, motsvarande 1000 kvadratmeter.
Mål används speciellt för att ange tomtstorlekar, mest av historiska orsaker.[källa behövs]